# Троллоп, Фрэнсис
Фрэнсис Троллоп (англ. Frances Trollope, 10 марта 1779 года — 6 октября 1863 года) — английская писательница, знаменитая своими романами, которые она публиковала под именами «Миссис Троллоп» или «Миссис Фрэнсис Троллоп». Фрэнсис Троллоп начала писать в возрасте 50 лет и опубликовала около 40 романов. Некоторые её критики для принижения репутации назвали Френсис уменьшительно-вульгарным прозвищем Фанни Троллоп. Её третий сын Энтони Троллоп стал впоследствии одним из наиболее успешных и талантливых романистов викторианской эпохи.

## Биография
Фрэнсис Милтон родилась в районе Стэплтон в городе Бристоль в Великобритании 10 марта 1779 года. В 1809 году Френсис вышла замуж за адвоката Томаса Троллопа и взяла себе фамилию мужа. В 1827 году Френсис вместе с семьей отправилась в Америку, чтобы присоединиться к Фанни Райт (англ. Frances Wright) в утопической коммуне Нашоба (англ. Nashoba Commune). Это сообщество вскоре потерпело неудачу, и она оказалась в Цинциннати, штат Огайо, где уговорила Хирама Пауэрса сделать скульптуру Данте Алигьери для музея восковых фигур.
По возвращении в Англию в 1832 году, она опубликовала роман «Домашние манеры американцев» («Домашний быт американцев»), в котором она выказывала неблагоприятное и пренебрежительное отношение к американскому обществу и высмеивала нравы жителей Нового Света. Затем появились романы «Париж и парижане» (1835 год), «Вена и австрийцы» (1838 год), «Поездка в Италию» (1842 год) и многие другие. Троллоп также написала несколько сильных романов социального протеста, например «Майкл Армстронг, фабричный ребёнок», который начал издаваться в 1840 году, написанный по мотивам посещения ткацкой фабрики на севере Англии, где она увидела как трудятся на фабриках дети.
Позже были изданы другие её социальные романы, такие как «Джонатан Джефферсон Уитло» (1836 год, первый роман выступающий против рабства, повлиявший на написание Гарриет Бичер-Стоу романа «Хижина дяди Тома»), и «Викарий Врексхилл», в котором описывается коррупция в рядах церковных служащих.
В последующие годы она продолжала писать романы и повести, всего Фрэнсис Троллоп написала более 100 книг, из них около 40 романов. Последние 20 лет жизни Фрэнсис провела в Флоренции, где она умерла в 1863 году и была погребена на Английском кладбище во Флоренции, вместе с четырьмя другими членами семьи Троллоп.

## Интересные факты
- В 1843 году Поль Феваль опубликовал роман «Лондонские тайны» под псевдонимом Сэр Фрэнсис Троллоп (Виссарион Белинский откликнулся на русский перевод этого романа заметкой «Лондонские тайны. Роман Френсиса Троллопа»). Никакого отношения к Фрэнсис Троллоп этот роман не имеет.

- Фрэнсис Троллоп также нельзя путать с женой одного из её сыновей (писателя Томаса Адольфа Троллопа) — писательницей Фрэнсис Элеонор Троллоп. Ф. Э. Троллоп — автор биографии Фрэнсис Троллоп Frances Trollope: Her Life and Literary Work from George III to Victoria. В России был переведен и издан роман Ф. Э. Троллоп «Неравный брак» (1888, рус. пер. О.П. Мартыновой 1889).

## Список известных романов
- «Домашние манеры американцев» (1832)
- «Париж и парижане» (1835)
- «Джонатан Джефферсон Уитло» (1836)
- «Вена и австрийцы» (1838)
- «Майкл Армстронг, фабричный ребёнок» (1840)
- «Поездка в Италию» (1842)
- «Викарий Врексхилл»
- «Вдова Барнаби»